# Gétule de Tivoli
Gétule de Tivoli (ou saint Gétule) époux de sainte Symphorose, fut, jusqu’à sa conversion au christianisme, officier de l’armée romaine. L’officier de justice Céréal, qui était venu l’arrêter, se convertit lui aussi, et finalement l'un et l’autre furent exécutés vers 165 à Tibur (aujourd'hui Tivoli) sous le règne de l'empereur romain Hadrien, en même temps que la petite communauté qui s’était groupée autour du saint, dont sa femme et ses sept enfants connus sous le nom des « Sept-Saints de Tibur », les sept frères étant saints Crescent de Tibur, Julien, Némèse, Primitif, Justin, Stactée et Eugène ; fêtés le 18 juillet. Ce récit est bien entendu en grande partie légendaire.